# Steve Cropper
Steve Cropper (ur. 21 października 1941 w Willow Springs w Missouri) – amerykański gitarzysta, twórca piosenek i producent muzyczny. Tworzy muzykę Funk, R&B, Soul i Blues.
Steve Cropper mieszkał na rodzinnej farmie w Dora w Missouri. W 1950 roku jego rodzina przeprowadziła się do Memphis w Tennessee. Uczył się gry na gitarze od 10 roku życia. W 1958 wraz z Charliem Freemanem założyli grupę The Royal Spades, która wkrótce przekształciła się w Mar-Keys. W 1961 wydali pierwszy singiel Last Night. W 1962 roku założył wraz z Booker T. Jonesem, Lewisem Steinbergiem i Alem Jacksonem Jr. grupę Booker T. and the M.G.’s, w której Cropper gra do dziś. Grupa była aktywna w latach 1962-1971; 1977 i od 1994 roku do teraz. Od 1978 gra również w zespole The Blues Brothers. W 1992 roku nazwisko Croppera dołączyło do Rock and Roll Hall of Fame, a w 2005 dołączył do Songwriters Hall of Fame.
W 2003 został sklasyfikowany na 36. miejscu listy 100 najlepszych gitarzystów wszech czasów magazynu Rolling Stone.